# 川下組
川下組本部位於大阪府東大阪市菱江163-7的設置，是日本指定暴力團・六代目山口組的二次團體。2007年、解散。

## 略述
傘下組織遍佈大阪府、東京都、北海道、宮城縣、櫪木縣、石川縣、福井縣、和歌山縣、奈良縣、兵庫縣等等16都道府縣勢力範圍。在吸收關東、東北原中野會勢力、數年來組員數極力增加。
2007年1月、川下弘組長引退、川下組解散。殘餘勢力為三代目織田組及二代目健心會吸收。

## 歷任組長
- 初代・川下　弘（第六代山口組若中；2007/1月 引退[1]）

## 最高幹部
- 組長・
- 若頭・乾　文男（弘誠連合會會長）
- 舍弟頭・永野　要（永野組組長）
- 本部長・草宮善德（德盛會會長）
- 若頭補佐・寶崎和人
- 若頭補佐・中野幸弘
- 若頭補佐・廣川正典

## 旗下團體
- 幸誠會
  - 中野組
- 廣正會
- 人道會
  - 富山組
  - 本多組

## 資料來源
1. ↑  .   [2013-11-02]. （原始内容存档于2013-11-05）.